# Frau mit schwarzem Hut
Frau mit schwarzem Hut, auch Kopf einer Frau mit schwarzem Hut, (französisch Portrait de femme), ist ein auf grundierter Leinwand entstandenes Pastellbild des Malers Édouard Manet. Das um 1882 entstandene Werk zeigt das büstenartige Porträt einer unbekannten jungen Frau. Es hat die Abmessungen 50,5 × 43,5 cm und befindet sich als Dauerleihgabe der Sammlung Rau für UNICEF im Arp Museum Bahnhof Rolandseck in Remagen.

## Bildbeschreibung
Das Bild zeigt das Porträt einer jungen Frau, deren Identität nicht bekannt ist. Das Gesicht erscheint im Halbprofil, der Oberkörper ist als büstenhafter Ausschnitt wiedergegeben. Sie trägt ein im Schulter- und Brustbereich sichtbares dunkelblaues Kleid mit einem rüschenartigen weißen Kragen. Auf dem Kopf sitzt ein schwarzer Hut mit schleifenartigen Verzierungen. Vorn ragt die Hutkrempe nach oben und gibt den Blick auf das bräunliche Haar auf der Stirn frei. Die Frau hat einen blassen Teint mit einer rosige Note auf den Wangen. Das rechte Ohr ist sichtbar, der kleine Mund geschlossen und die Lippen sind in hellem Rot hervorgehoben. Sie blickt mit den dunklen Augen nach vorn und schaut am Betrachter vorbei auf einen Punkt rechts außerhalb des Bildes. Um den Kopf herum hat Manet einen monochromen grauen Hintergrund gezeichnet, dessen Ränder sich schraffurartig von der in weiten Teilen sichtbaren grundierten Leinwand abheben. Deutlich sind im Bild die verschiedenen Anwendungsmöglichkeiten der Pastellkreide sichtbar. So hat Manet im Bereich des Kleides mit einzelnen Strichen die Struktur des Kleides betont und bei der Halskrause die Umrisse skizziert. Beim Hintergrund und im Gesicht ist die Pastellkreide durch Wischen zu einer glatten Oberfläche verbunden. Das Bild ist weder signiert noch datiert.

## Manets Damenbildnisse in Pastell
Die meisten seiner fast 90 Pastellbilder schuf Manet in den letzten Lebensjahren. Der Großteil davon sind Porträts von Frauen. Möglicherweise angeregt durch seinen Malerfreund Edgar Degas, entdeckte er vor allem für Porträts die Pastellmalerei als schnell umzusetzende Technik. Da er Berufsmodelle wegen ihrer unnatürlichen Haltung ablehnte, standen und saßen meist Freunde Modell. Diese waren nicht immer bereit, die bei Ölgemälden erforderlichen langwierigen Porträtsitzungen auf sich zu nehmen und begrüßten daher die ein schnelles Resultat versprechende Pastellmalerei.
Einige der Frauen in Manets Pastellbildern sind namentlich bekannt, wie beispielsweise Madame Guillemet, die Besitzerin eines Modegeschäftes, oder Jeanne Martin, eine Freundin des Malers Jean-Louis Forain. Die von Manet ebenfalls porträtierten Méry Laurent und Irma Brunner hatten sich sowohl als Schauspielerin, wie als Halbweltdame einen Namen gemacht. Von anderen Frauen in Manets Bildnissen ist kein Name überliefert und es bleibt unklar, in welcher Beziehung sie zu ihm standen. Dies ist auch beim Bild Frau mit schwarzem Hut der Fall, dessen Modell nur dieses eine Mal in Manets Werken auftaucht. Auffallend ist, dass Manet in einer Reihe von Frauenporträts die Dargestellten mit einer dekorativen Kopfbedeckung porträtiert hat. In Frau mit kastanienbraunem Hut (Museo Soumaya, Mexiko-Stadt) ist es ebenfalls eine unbekannte Frau, die im büstenartigen Ausschnitt erscheint und deren Hut ein Kinnband aufweist. In Junges Mädchen mit Sommerhut (Privatsammlung) gehört ein grünes Band und eine weiße Blüte zur Dekoration des Hutes mit breiter Krempe. Ein modischer Haubenhut mit goldener Schnalle ist Teil der Aufmachung von Madame Guillemet (Saint Louis Art Museum), während in Die Wienerin, Bildnis Irma Brunner (Musée d’Orsay, Paris) und in Méry Laurent mit schwarzem Hut (Musée des Beaux-Arts, Dijon) Federn die schmückenden Elemente am Hut sind. Beim Jeanne Martin mit einem rosengeschmückten Hut (Menard Art Museum, Komaki) ist ein üppiges Blumenarrangement der Blickfang auf dem Hut. In all den Damenporträts zeigt Manets seine Liebe zu den raffinierten Details der Damenmode seiner Zeit. 

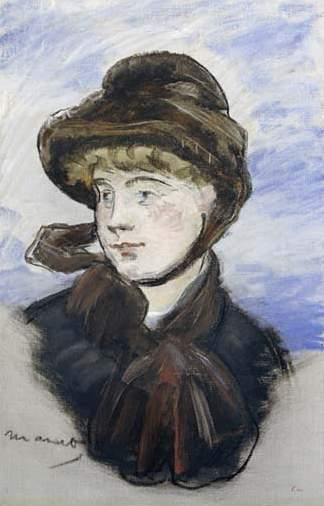
Frau mit kastanienbraunem Hut 1882
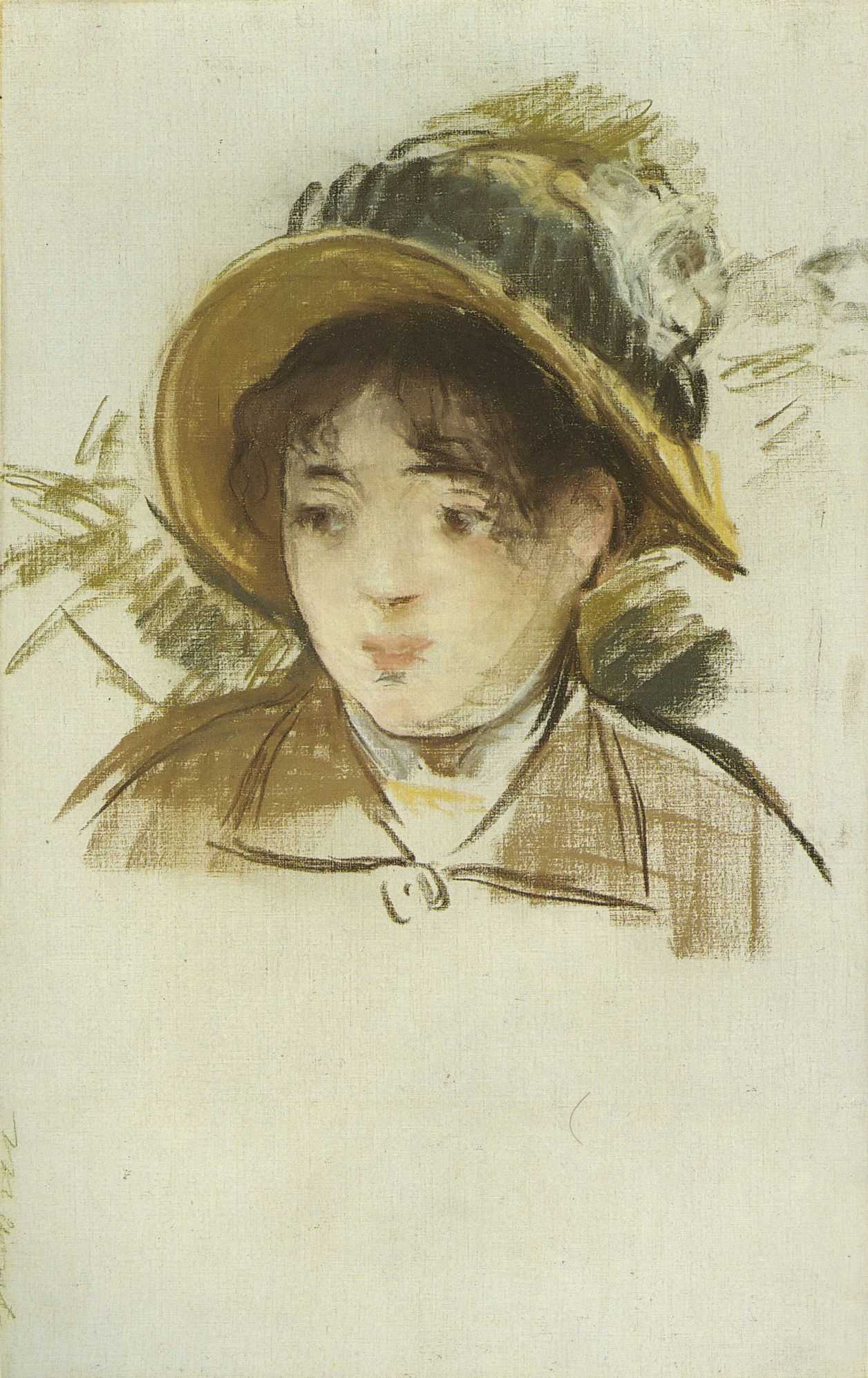
Junges Mädchen mit Sommerhut um 1881
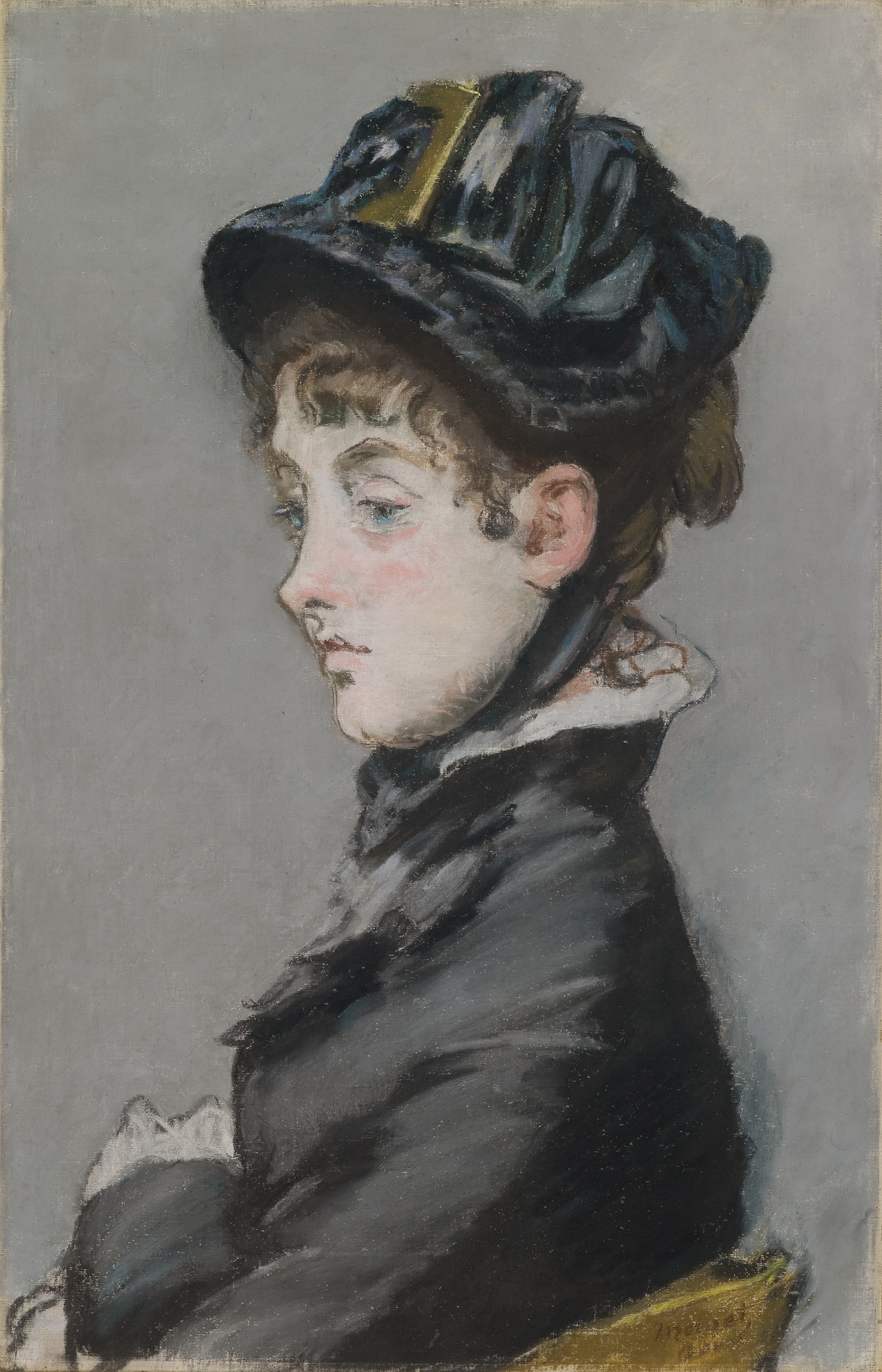
Madame Guillemet 1880
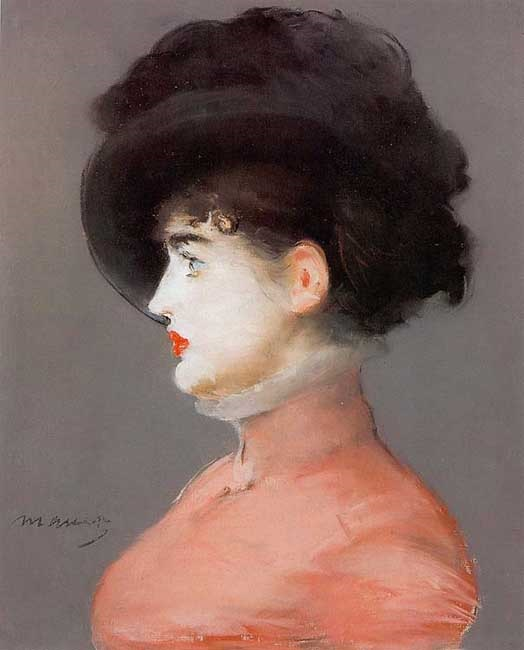
Die Wienerin, Bildnis Irma Brunner um 1880
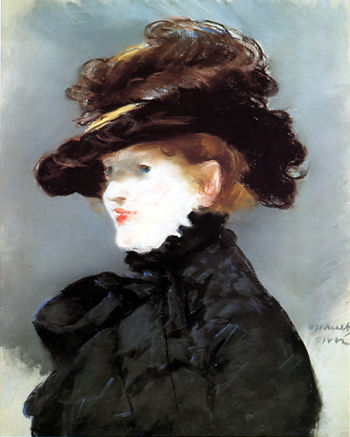
Méry Laurent mit schwarzem Hut 1882
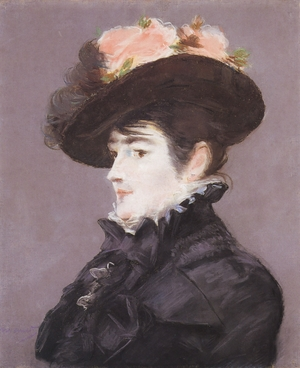
Jeanne Martin mit einem rosengeschmückten Hut 1881

## Provenienz
Der erste bekannte Besitzer des Bildes war Manets Malerkollege Pierre-Auguste Renoir. Er besaß von Manet darüber hinaus ein Aquarell mit einem Meeresmotiv, das er nach dessen Tod 1884 beim Kunsthändler Paul Durand-Ruel erworben hatte. Möglicherweise kam auch das Pastell Frau mit schwarzem Hut nach Manets Tod in Renoirs Besitz. Da er zwischen 1874 und 1880 selbst einige Frauenporträts als Pastellbild ausgeführt hatte, sah er im Bild Frau mit schwarzem Hut möglicherweise ein passendes Erinnerungsstück an den Malerfreund. Über den Pariser Kunsthändler Ambroise Vollard gelangte das Bild später in den Besitz der Sammlung von Leo M. Rogers und seiner Frau in New York City. Bei der Versteigerung ihrer Sammlung am 27. Juni 1972 in der New Yorker Filiale des Auktionshauses Christie’s ging das Bild für 116.235 US-Dollar an einen namentlich nicht bekannten Sammler in Großbritannien. Später kam das Bild in den Besitz des Arztes Gustav Rau. Er hat seine Kunstsammlung dem Kinderhilfswerk UNICEF vermacht und verfügt, dass diese zunächst öffentlich ausgestellt und danach zu Gunsten von UNICEF versteigert werden sollte. Während Teile der Sammlung bereits veräußert wurden, ist der Kernbesitz der Sammlung, zu der auch Manets Frau mit schwarzem Hut gehört, bis 2026 im Arp Museum Bahnhof Rolandseck in Remagen zu sehen.